# Xian de Yumin
Cette page contient des caractères spéciaux ou non latins. S’ils s’affichent mal (▯, ?, etc.), consultez la page d’aide Unicode.
Le xian de Yumin (裕民县 ; pinyin : Yùmín Xiàn ; ouïghour : چاغانتوقاي ناھىيىسى / Çağantokay Nahiyisi) est un district administratif de la région autonome du Xinjiang en Chine. Il est placé sous la juridiction de la préfecture de Tacheng.

## Démographie
La population du district était de 51 121 habitants en 1999.